# Johann von Ravenstein
Pour les articles homonymes, voir Ravenstein.
Johann « Hans » Theodor von Ravenstein (1er janvier 1889 à Strehlen - 26 mars 1962 à Duisbourg) est un Generalleutnant allemand dans la Heer au sein de la Wehrmacht durant la Seconde Guerre mondiale.
Il a été récipiendaire de la Pour le Mérite et de la croix de chevalier de la croix de fer. Ces décorations sont attribuées pour récompenser un acte d'une extrême bravoure sur le champ de bataille ou un commandement militaire avec succès, pendant la Première Guerre mondiale et pendant la Seconde Guerre mondiale respectivement.

## Biographie

### Famille
Johann Theodor von Ravenstein est né à Strehlen dans une famille de militaires. Son père est le major prussien Johann Friedrich August von Ravenstein (né le 16 septembre 1863 à Berlin et mort le 28 décembre 1905 dans la même ville), qui s'est marié le 26 octobre 1886 à Kummelwitz avec Margarete von Maltzan baronne zu Wartenberg und Penzlin.

### Carrière
En 1909, Ravenstein rejoint le 7e régiment de grenadiers à Liegnitz. Il est transféré rapidement vers le 155e régiment d'infanterie à Ostrowo, et est promu au grade de Leutnant.

### Première Guerre mondiale
Ravenstein entre dans la Première Guerre mondiale comme officier adjoint de bataillon et voit l'action considérable sur le Front de l'Ouest, en participant aux batailles de Verdun, la Somme, et l'offensive de Champagne. En 1916, il reçoit la croix de chevalier de l'ordre royal de Hohenzollern. Au total, il sera blessé trois fois. Dans l'offensive de printemps 1918, Ravenstein commande le 1er bataillon du 37e régiment de fusiliers. Le 27 mai 1918, son bataillon traverse la ligne adverse à Soissons. Après avoir traversé le célèbre Chemin des Dames, il réussit, avec 10 soldats, à capturer le pont intact sur l'Aisne à Bourg. La troupe sous son commandement a fait 1 500 prisonniers et capturé 32 canons. Pour cette action, Ravenstein reçu le Pour le Mérite.
Le 31 mars 1920, il quitte l'armée et entre à l'université, où il étudie la science politique. Plus tard, il devient électricien dans une entreprise située à Duisbourg et travaille dans l'administration municipale. En 1934, il rejoint l'armée en tant que major attaché au 2e bataillon du 60e régiment d'infanterie. Le 1er octobre 1936, il est promu Oberstleutnant (lieutenant-colonel) et le 1er août 1939 Oberst (colonel).

### Seconde Guerre mondiale
Ravenstein participe à la campagne polonaise (1939) et française (1940), durant laquelle il reçoit la croix de chevalier de la croix de fer. Après l'invasion de la Grèce en avril 1941, il est promu Generalmajor.

Du 20 mai au 29 novembre 1941, il commande la 21. Panzer-Division dans l'Afrika Korps. Le 1er octobre 1941, il est promu Generalleutnant. Il est le 2IC de Rommel dans le désert. Il est fait prisonnier le 28 novembre 1941 au Point 175 (en) par des soldats néo-zélandais (ces Néo-Zélandais deviendront eux-mêmes prisonniers le même jour).
Il a d'abord passé un certain temps dans le camp de prisonniers de guerre de Pietermaritzburg dans la province du Natal, dans l'Union d'Afrique du Sud avant d'être transféré au Canada. là-bas, il reste prisonnier de guerre de 1942 à 1947, d'abord à Bowmanville, en Ontario, puis à Grande Ligne au Québec, puis à Farnham. 

Il est transféré sur l'île dans la ferme Camp spécial no 11, à Bridgend, au Pays de Galles, en juin 1946 et est rapatrié en Allemagne en novembre 1947.
Johann von Ravenstein décède le 26 mars 1962 à Duisbourg à l'âge de 74 ans.

## Promotions
| Leutnant            | 24 mars 1909     |
| Oberleutnant        | 15 juin 1915     |
| Hauptmann           | Juin 1918        |
| Charakter als Major | 31 mars 1920     |
| Major               | 1er mai 1934     |
| Oberstleutnant      | 1er octobre 1936 |
| Oberst              | 1er août 1939    |
| Generalmajor        | 20 mai 1941      |
| Generalleutnant     | 1er octobre 1943 |

## Décorations
- Croix de fer (1914)
  - 2e classe
  - 1re classe
- Pour le Mérite le 28 juin 1918 en tant que Oberleutnant et commandant du I.Bataillon/Füsilier-Regiment “von Steinmetz“
- Insigne des blessés (1918)
  - en Argent
- Croix d'honneur pour combattants 1914-1918
- Croix de chevalier de l'ordre royal de Hohenzollern avec glaives
- Agrafe de la croix de fer (1939)
  - 2e classe
  - 1re classe
- Médaille de service de la Wehrmacht 4e à 3e Classe
- Croix de chevalier de la croix de fer
  - Croix de chevalier le 3 juin 1940 en tant que Oberst et commandant du Schützen-Regiment 4/6.Panzer-Division